# Fox Sports College Hoops '99
Fox Sports College Hoops '99 és un videojoc esportiu de bàsquet universitari desenvolupat per Z-Axis i publicat per Fox Interactive sota la marca Fox Sports Interactive per la Nintendo 64. Va ser llançat a l'Amèrica del Nord el 31 d'octubre de 1998. Jeff Sheppard de la Universitat de Kentucky apareix a la portada.
El joc disposa de 120 equips de bàsquet universitaris, suport multijugador per a dos jugadors, i molts dels campionats universitaris, incloent el Campionat de bàsquet masculí de l'NCAA. Va ser el primer joc esportiu universitari per la Nintendo 64. Al 2010, College Hoops '99 va rebre un resultat acumulat del 55,27% a GameRankings.

## Jugabilitat
El joc permet al jugador jugar un sol partit entre dos equips en mode d'exhibició, o jugar un mode de temporada com a gerent d'un equip de bàsquet. College Hoops '99 només suporta fins a dos jugadors multijugador, a diferència dels jocs comparables de l'època que van donar suport a quatre jugadors multijugador. El mode temporada conté la majoria dels principals tornejos universitaris, inclosos els tornejos de pre-temporada, encara que el National Invitation Tournament no estava inclòs.
El joc utilitza la configuració de Fox Sports TV per tal de donar-li al jugador una sensació més realista del joc. No obstant això, no hi ha comentaris de veu i no n'hi ha cançons de batalla o altres cançons específiques universitàries en el joc.

## Rebuda
Fox Sports College Hoops '99 va rebre crítiques mediocres, que consideraven que el joc estava en comparació amb els jocs de bàsquet contemporanis; el joc ha rebut un resultat acumulat del 55,27% a GameRankings. GamePro va opinar que el joc tenia una gran intel·ligència artificial i va elogiar el joc en general. Peer Schneider d'IGN va criticar la desacceleració que es va produir durant els rodatges. Nelson Taruc de GameSpot va anomenar el joc un "treball incomplet en curs". Matt Casamassina d'IGN va assenyalar que el joc va ser comparat inadequadament amb altres títols de bàsquet contemporanis, com ara NBA Jam.